# Euchalcia chalsytis
Euchalcia chalsytis là một loài bướm đêm trong họ Noctuidae.